# Șeherezada (film din 1963)
Șeherezada  (titlul original: în franceză Shéhérazade) este un film dramatic de aventuri, coproducție franco-hispano-italiană, realizat în 1963 de regizorul Pierre Gaspard-Huit, după antologia de povești O mie și una de nopți, protagoniștii filmului fiind actorii Anna Karina, Gérard Barray, Giuliano Gemma, Jorge Mistral. 

## Conținut
Bagdad în anul 809 e.n. Orașul este stăpânit de califul Harun al-Rashid, căruia i-a fost promis frumoasa și spirituala Șeherezada. Ambasadorii lui „Charlemagne” ajung la Bagdad pentru a cere califului acces gratuit la locurile sfinte creștine. Printre acești trimiși din vest, se află cavalerul Renaud Villecroix, care se îndrăgostește de Șeherezada. Marele vizir, dușman al califului, atacă prin surprindere o caravană călătoare și o ia prizonieră pe Șeherezada, amenințând să o dea pe mâna călăului ca să o decapiteze. Renaud o salvează și fuge în deșert cu ea...

## Distribuție
- Anna Karina – Șeherezada
- Gérard Barray – Renaud de Villecroix
- Antonio Vilar – califul Harun al-Rashid
- Giuliano Gemma – Didier
- Jorge Mistral – marele vizir Zaccar
- Fausto Tozzi – Barmak
- Maria Calvi – Jemila
- Fernando Rey – al-Fahki
- José Manuel Martín – Abdallah
- José Calvo – Moulouk cerșetorul
- Rafael Albaicín – un tâlhar
- Félix Fernández – un sătean
- Marilù Tolo – Sherin
- Gil Vidal – Thierry
- Joëlle Latour – Anira
- Karamoko Cisse – Mezour, călăul
- Maria Granada – tânăra fată pe moarte din deșert
- Jean-Luc Godard – omul care merge în mâini